# Вільянуева-де-Тапія
Вільянуева-де-Тапія (ісп. Villanueva de Tapia) — муніципалітет в Іспанії, у складі автономної спільноти Андалусія, у провінції Малага. Населення — 1675 осіб (2010).
Муніципалітет розташований на відстані близько 270 км на південь від Мадрида, 140 км на північ від Малаги.

## Демографія
Динаміка населення (INE ):

## Галерея зображень

Розташування муніципалітету у провінції Малага